# 民族理念

“民族理念”符号

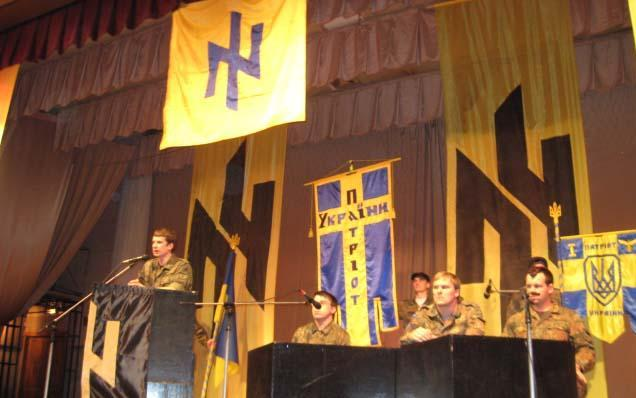
“乌克兰爱国者”组织活动中展示的“民族理念”旗帜

民族理念，也翻译为国家理念，是指“ꑭ”（“ꏢ”）符号，乌克兰多个右翼激进组织使用的象征物。外界有些人認為与纳粹符号“狼之钩”有关。

## 说明

纳粹德国親衛隊第2師的“狼之钩”徽章

该标志由“I”和“N”两个花体字母组成的，尽管现代乌克兰语没有“N”字，字母“N”的拼写似乎与传统的、古老的乌克兰语“Н”字母的拼写风格相符，反对其为纳粹标志的乌克兰人认为古乌克兰语就是民族主义的象征，但没有证据表明这一点。该标志是字母“I”在字母“N”中间穿过相交而成。
很多观察家认为这个符号是新纳粹主义的，是德国纳粹和很多新纳粹主义组织所使用的“狼之钩”标志的镜像。“ꑭ”还是彝文的一个字母。

## 历史
该符号被认为是1991年乌克兰社会民族党对外关系专员內斯托尔·普羅紐克（Нестор Пронюк）设计，乌克兰社会民族党党旗是由蓝色“民族理念”符号衬以金色背景组成。1999年正式组建的该党的青年组织乌克兰武装部队和海军援助协会“乌克兰爱国者”使用的则是黑色“民族理念”符号与金色背景旗帜。
2008年，围绕乌克兰爱国者组建的右翼组织联盟“社会民族大会”的标志中也使用了该符号。2014年，由“乌克兰爱国者”主要人员组建的准军事组织亚速营的旗帜中也使用了该符号。

## 应用

乌克兰爱国者标志
乌克兰爱国者标志的变体，有其名称的西里尔首字母“П”和“У”组成
社会民族大会的标志
2014年夏至2015年冬使用的亚速营标志
2015年后的亚速营标志
亚速民兵团的标志